# Graeme Fish
Graeme Fish (Moose Jaw, 23 de agosto de 1997) es un deportista canadiense que compite en patinaje de velocidad sobre hielo.
Ganó tres medallas en el Campeonato Mundial de Patinaje de Velocidad sobre Hielo en Distancia Individual, en los años 2020 y 2024.

## Palmarés internacional
| Campeonato Mundial en Distancia Individual | Campeonato Mundial en Distancia Individual | Campeonato Mundial en Distancia Individual | Campeonato Mundial en Distancia Individual |
| Año                                        | Lugar                                      | Medalla                                    | Prueba                                     |
| ------------------------------------------ | ------------------------------------------ | ------------------------------------------ | ------------------------------------------ |
| 2020                                       | Salt Lake City (Estados Unidos)            | Medalla de oro                             | 10 000 m                                   |
| 2020                                       | Salt Lake City (Estados Unidos)            | Medalla de bronce                          | 5000 m                                     |
| 2024                                       | Calgary (Canadá)                           | Medalla de bronce                          | 10 000 m                                   |